# Międzynarodowy Bieg Nadwiślański im. Alfreda Freyera
Międzynarodowy Bieg Nadwiślański im. Alfreda Freyera – cykliczna impreza lekkoatletyczna odbywająca się w październiku w Tarnobrzegu. Bieg upamiętnia międzywojennego biegacza, olimpijczyka pochodzącego z Dzikowa, Alfreda Freyera. Impreza organizowana jest od 1960 jako „Jesienne Biegi Przełajowe o Puchar Przechodni Alfreda Freyera” (wzgl. „Wojewódzkie Biegi Przełajowe im. Alberta Freyera”, od 1978 nazwana „Bieg Nadwiślański o Memoriał Alfreda Freyera”. Trasa prowadzi wzdłuż Wisły od zamku w Baranowie Sandomierskim do zamku dzikowskiego w Tarnobrzegu - miejscu tragicznej śmierci Alfreda Freyera. Długość trasy liczy około 14 km.
W 2005 Bieg Nadwiślański ukończył polski maratończyk Henryk Szost zajmując trzecie miejsce z czasem 0:46:23.